# 京丹波パーキングエリア
京丹波パーキングエリア（きょうたんばパーキングエリア）は、京都府船井郡京丹波町曽根にある、京都縦貫自動車道のパーキングエリアである。
本項では、道の駅 京丹波 味夢の里についても記述する。

## 概要
施設は上下集約型になっており、道の駅 京丹波 味夢の里を併設し、2015年（平成27年）7月18日に供用を開始した。

## 歴史
- 1993年度（平成5年度） - 京都縦貫自動車道の丹波綾部道路が事業化[4][5]。
- 2015年（平成27年）
  - 3月6日 - 名称を仮称だった「丹波PA」から「京丹波PA」に正式決定[6]。
  - 7月18日 - 京丹波わちIC - 丹波IC間の開通に伴い供用開始（開業時は京都府道路公社）[1][7]。
- 2023年（令和5年）4月1日 : 宮津天橋立IC - 丹波IC間を京都府道路公社から西日本高速道路（NEXCO西日本）に移管[8]。全国路線網に編入[9]。

## 施設

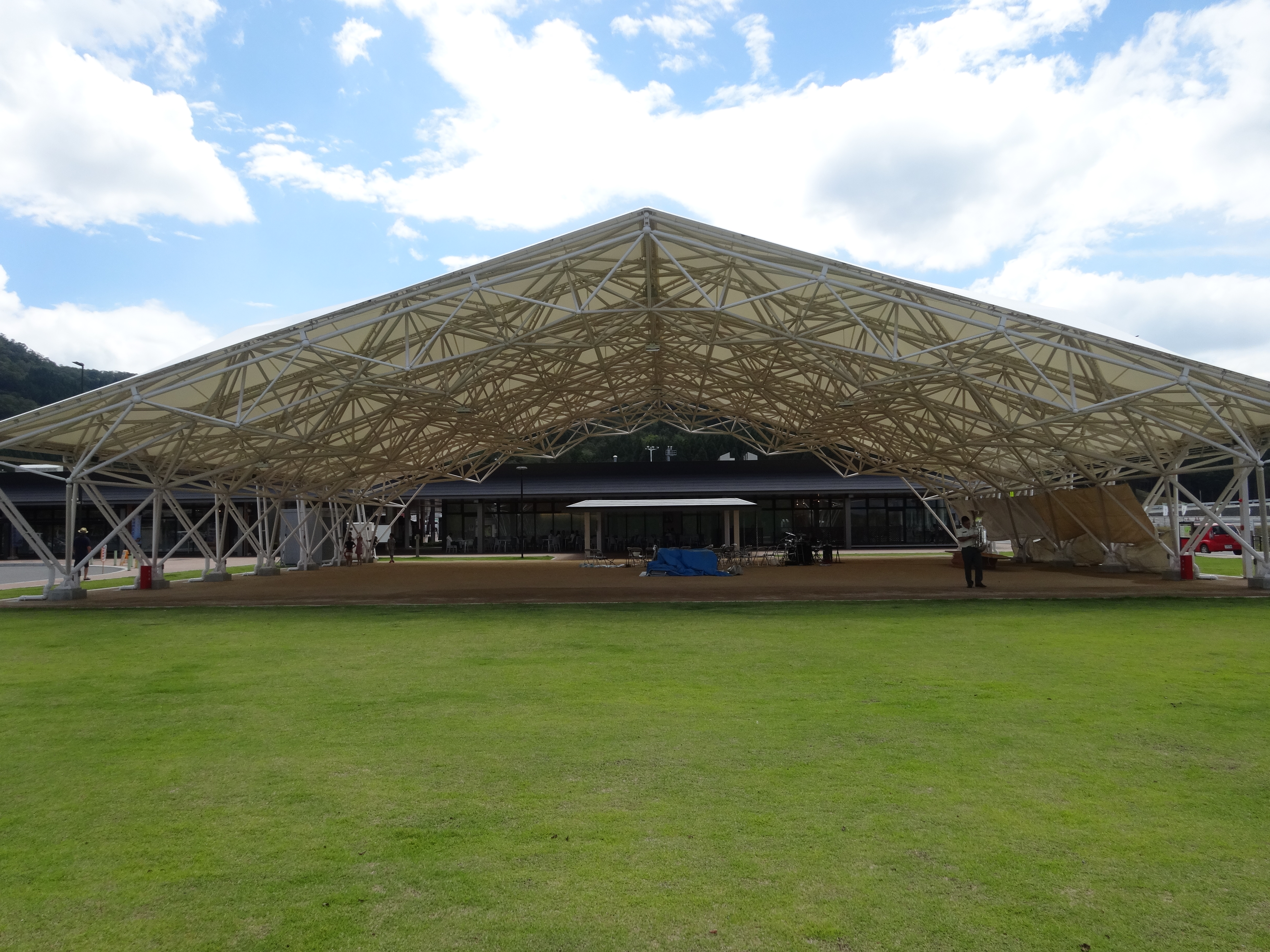
上屋（交流広場）
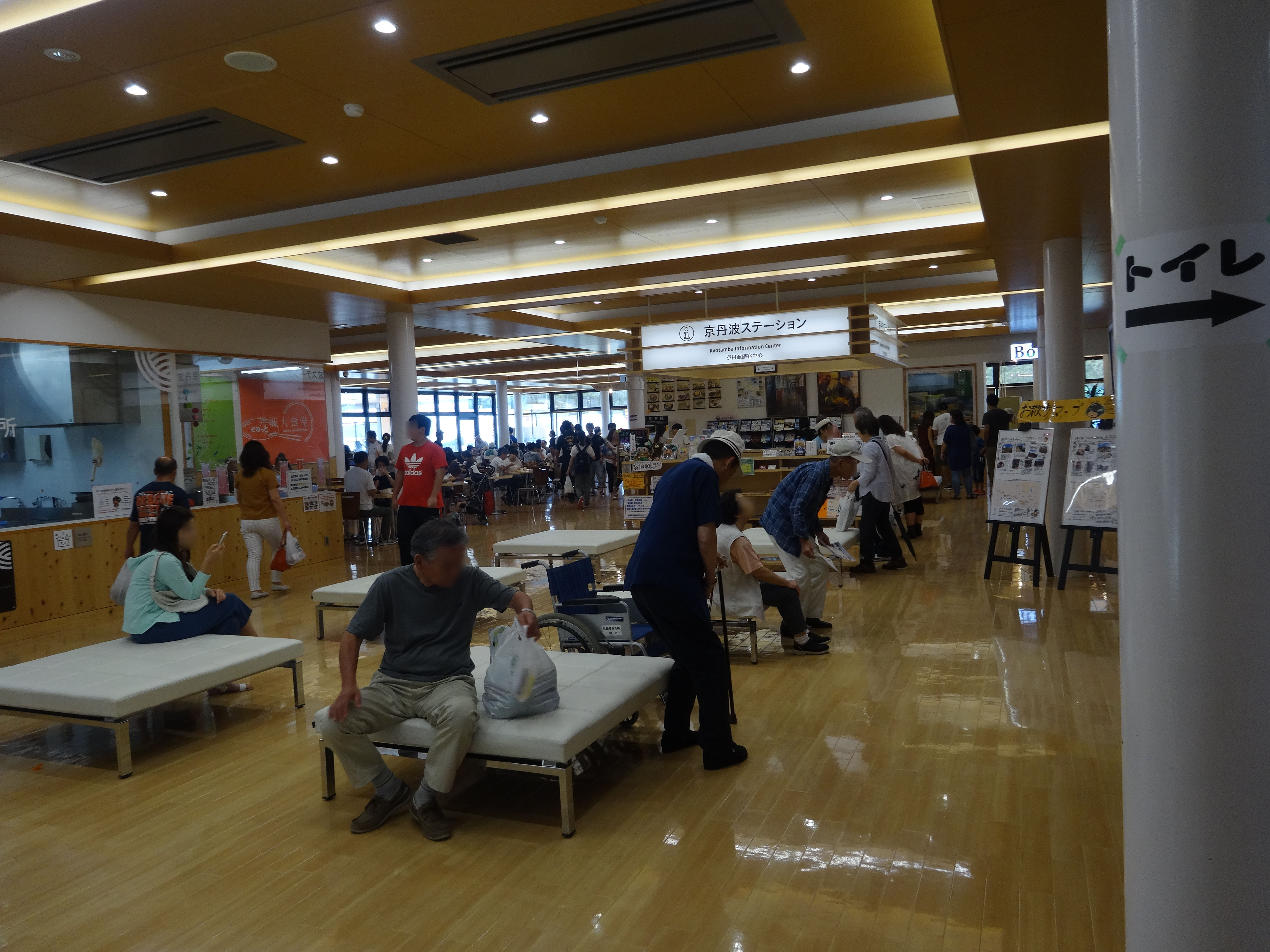
京丹波ステーション
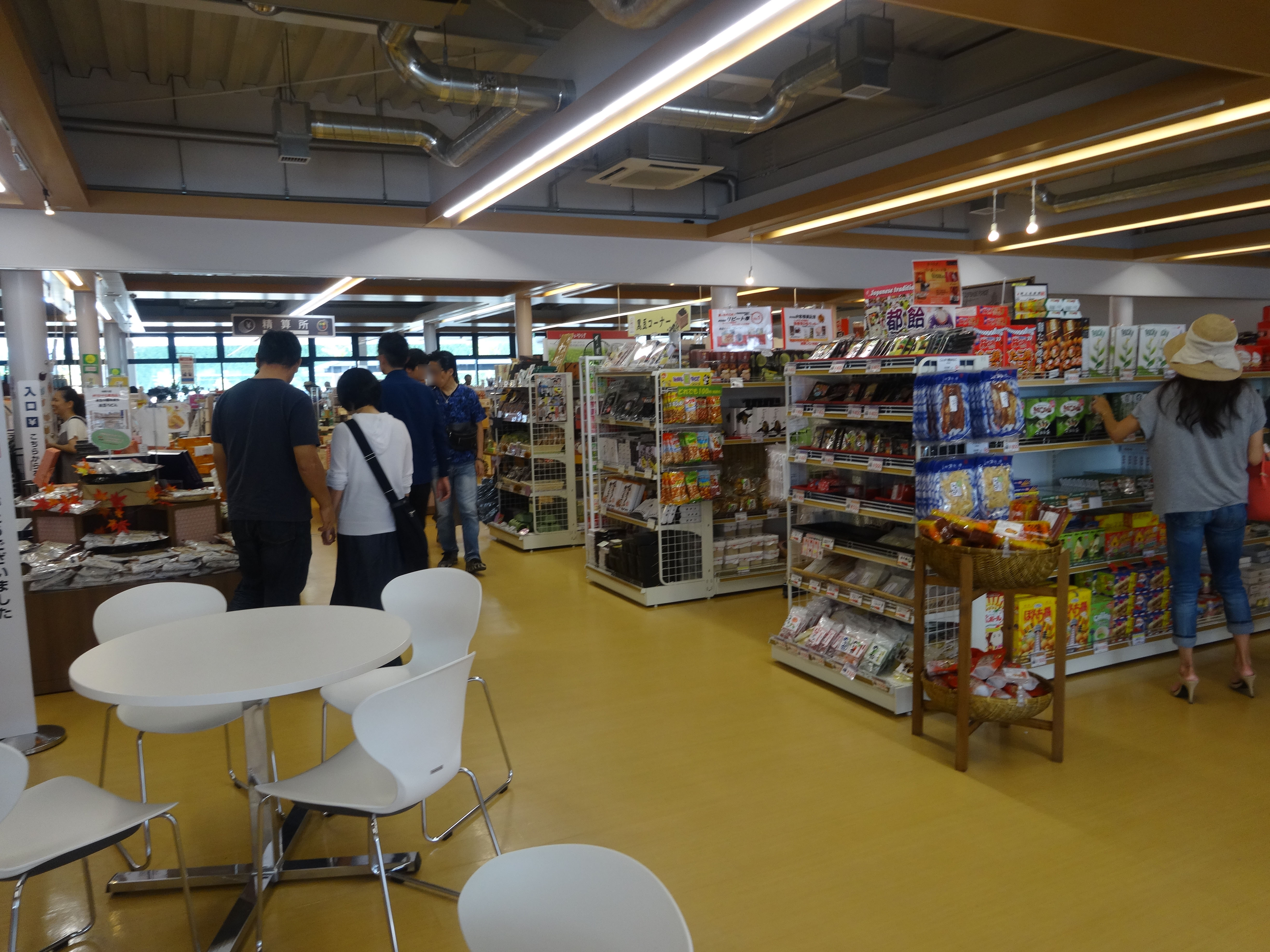
京丹波マルシェ（直売所）

道の駅の施設については、道の駅京丹波 味夢の里の施設で後述する。

### 上下線集約
- トイレ[10]
  - 男性 大4、小10
  - 女性 25
  - 車椅子用 2
- 自動販売機

### 上り線（綾部・宮津天橋立方面）
- 駐車場[10]
  - 大型 21台
  - 小型 82台
  - 車椅子用 2台

### 下り線（大山崎方面）
- 駐車場[10]
  - 大型 21台
  - 小型 81台
  - 車椅子用 2台

## 道の駅京丹波 味夢の里
道の駅京丹波 味夢の里（みちのえき きょうたんば あじむのさと）は、京都府船井郡京丹波町曽根深シノにある国道478号（京都縦貫自動車道）の道の駅である。

### 歴史
- 2014年（平成26年）
  - 3月19日 - 名称が「道の駅 京丹波 味夢の里」に決定[11]。
  - 4月4日 - 道の駅に登録。
- 2015年（平成27年）7月18日 - 開駅[3]。
- 2020年（令和2年）10月8日 - 道の駅併設のホテル「フェアフィールド・バイ・マリオット・京都京丹波」（マリオット・インターナショナルと積水ハウスとの合弁事業）が開業（近畿地方では初開業）[12][13][14]。

### 施設
- 駐車場（一般道側）
- 京丹波マルシェ[1](9:00 - 21:00)[15]
- 京丹波ステーション[1]（コンシェルジュ対応時間、道の駅スタンプ設置時間：9:00 - 18:00 道の駅切符等販売時間：9:00 - 17:00）[15]
- 丹波里山レストラン Bonchi（11:00 - 20:00（ラストオーダー19:30） ※15:00 - 17:00は準備中）[15]
- 丹波大食堂（10:00 - 20:00（ラストオーダー19:30））[15]
- 加工施設（京丹波特産品工房）(11:00 - 19:00)[15]
- オープンカフェ・軒下コンコース（丹波焼なお道：10:00 - 20:00（ラストオーダー19:00） 京丹波特産品工房：11:00 - 19:00）[15]
- 上屋（交流広場）[15]
- パウダールーム・授乳室（開放時間 7:00 - 20:00）[15]
- トイレ[10]（開放時間 7:00 - 20:00）[15]
  - 男性 大4、小5
  - 女性 8
  - 車椅子用 2
- ミーティングルーム（ご利用可能時間 8:00 - 20:00）[15]
- フェアフィールド・バイ・マリオット・京都京丹波（積水ハウスが運営、詳細は公式サイトを参照）[12][13][14]

- 上屋（交流広場）
- 京丹波ステーション
- 京丹波マルシェ（直売所）

### アクセス
- 国道478号（京都縦貫自動車道）
- 京都府道444号桧山須知線

### 周辺
- 塩谷古墳公園
- 京丹波町立須知幼稚園
- 京丹波町立丹波ひかり小学校
- 丹波郵便局
- 丹波笠次病院
- 道の駅丹波マーケス（全国で３つしかない道の駅と道の駅の距離が1km以内にある）

## 隣
E9 京都縦貫自動車道（丹波綾部道路）
(5)京丹波みずほIC - 京丹波PA - (6)丹波IC